# Mojtaba Abedini
Mojtaba Abedini Shourmasti (pers. ‏مجتبی عابدینی شورمستی‎; ur. 11 sierpnia 1984 w Teheranie) – irański szablista, trzykrotny olimpijczyk, brązowy medalista mistrzostw świata.

## Życiorys
Studiował zarządzanie na Uniwersytecie Teherańskim.
Podczas mistrzostw świata w Budapeszcie w 2019 roku wywalczył brązowy medal w turnieju indywidualnym. Wyprzedzili go jedynie Koreańczyk Oh Sang-uk i Węgier András Szatmári. W zawodach drużynowych był tam szósty. Był też między innymi czwarty w tej konkurencji na mistrzostwach świata w Rio de Janeiro (2016) i piąty na mistrzostwach świata w Lipsku (2017).
Był jedynym szermierzem w reprezentacji Iranu na igrzyskach olimpijskich w Londynie (2012). W rywalizacji indywidualnej szablistów przegrał 15:7 w 1/32 finału z reprezentantem Rumunii Florinem Zalomirem. Później wystartował w barwach Iranu w igrzyskach olimpijskich w Rio de Janeiro (2016), gdzie w rywalizacji indywidualnej szablistów w 1/16 pokonał 15:9 reprezentanta Ukrainy Andrija Jahodkę, w 1/8 finału pokonał 15:11 reprezentanta Korei Południowej Gu-Bon-gila. W ćwierćfinale Abedini pokonał 15:13 Francuza Vincenta Anstetta, a w półfinale przegrał 15:14 z Darylem Homerem ze Stanów Zjednoczonych. Pojedynek o brązowy medal przegrał z Koreańczykiem Kim Jung-hwanem 15:8. W 2021 roku reprezentował Iran na igrzyskach olimpijskich  w Tokio. W rywalizacji indywidualnej szablistów w 1/16 pokonał 15:10 Kanadyjczyka Shaula Gordona, ale w 1/8 finału przegrał 15:7 z późniejszym mistrzem olimpijskim, Węgrem Áronem Szilágyim. W rywalizacji drużynowej wraz z Mohammadem Fotouhim, Alim Pakdamanem i Mohammadem Rahbarim zajął szóste miejsce.
Wielokrotnie zdobywał też medale na mistrzostwach Azji.
Ponadto zdobył drużynowo srebrny medal na igrzyskach azjatyckich w Dżakarcie (2018).